# Presidentvalet i Taiwan 2024
Presidentvalet i Taiwan, formellt republiken Kina, hölls den 13 januari 2024 samtidigt med parlamentsval. 

## Kandidater och bakgrund
I presidentvalet väljs både president och vicepresident som i USA. Partierna som har fått minst 5 % av röster i förra val kan nominera kandidater.

## Resultat
| Parti                        | Kandidat    | Kandidat      | Röster | Procentuell andel |
| Parti                        | President   | Vicepresident | Röster | Procentuell andel |
| ---------------------------- | ----------- | ------------- | ------ | ----------------- |
| DPP                          | William Lai | Hsiao Bi-khim |        |                   |
| Kuomintang                   | Hou Yu-ih   | Jaw Shaw-kong |        |                   |
| Folkets första parti         | Ko Wen-je   | Cynthia Wu    |        |                   |
| Godkända röster              |             |               |        |                   |
| Underkända och blanka röster |             |               |        |                   |
| Alla röster                  | Alla röster | Alla röster   |        | 100 %             |
| Valdeltagande                |             |               |        |                   |